# 里基·格林
里基·格林（英語：Rickey Green，1954年8月18日—），美国NBA联盟前职业篮球运动员。他在1977年的NBA选秀中第1轮第16顺位被金州勇士选中。